# 康松桑卡林
康松桑卡林，位于中國西藏自治区山南市扎囊县桑耶镇，是一座藏传佛教寺院。

## 简介
康松桑卡林位于山南市扎囊县桑耶镇。该寺创建于8世纪晚期。21世纪初，该寺曾经进行一次较为全面的维修。
康松桑卡林坐东朝西，建筑规模仅次于桑耶寺乌孜大殿，总占地面积4000平方米，四面各设有一门。主殿高四层，周围是围绕主殿一周的二层僧舍。
康松桑卡林殿内，富丽堂皇，雕梁画栋，结构简单而又轻巧。该建筑为藏汉结合的建筑风格，既带有汉式建筑风格，柱头等局部则具备藏式建筑特点。
2006年，康松桑卡林被列为第六批全国重点文物保护单位。